# NCSM Chignecto (J160)
Le NCSM Chignecto (pennant number J160) (ou en anglais HMCS Chignecto) est un dragueur de mines de la Classe Bangor lancé pour la Marine royale canadienne (MRC) et qui a servi pendant la Seconde Guerre mondiale.

## Conception
Le Chignecto est commandé dans le cadre du programme de la classe Bangor de 1939-40 le 23 février 1940 pour le chantier naval de North Vancouver Ship Repairs Ltd. de North Vancouver en Colombie-Britannique au Canada. La pose de la quille est effectuée le 9 novembre 1940, le Chignecto est lancé le 12 décembre 1940 et mis en service le 31 octobre 1941.
La classe Bangor doit initialement être un modèle réduit de dragueur de mines de la classe Halcyon au service de la Royal Navy,. La propulsion de ces navires est assurée par trois types de motorisation : moteur diesel, moteur à vapeur à pistons et turbine à vapeur. Cependant, en raison de la difficulté à se procurer des moteurs diesel, la version diesel a été réalisée en petit nombre.
Les dragueurs de mines de classe Bangor version canadienne déplacent 683 tonnes en charge normale . Afin de pouvoir loger les chaufferies, ce navire a des dimensions plus grandes que les premières versions à moteur diesel avec une longueur totale de 54,9 mètres, une largeur de 8,7 mètres et un tirant d'eau de 2,51 mètres. Ce navire est propulsé par deux moteurs alternatifs verticaux à triple détente alimentés par deux chaudières à tubes d'eau à trois tambours Admiralty et entraînant deux arbres d'hélices. Le moteur développe une puissance de 2 400 chevaux-vapeur (1 790 kW) et atteint une vitesse maximale de 16 nœuds (30 km/h).
Leur manque de taille donne aux navires de cette classe de faibles capacités de manœuvre en mer, qui seraient même pires que celles des corvettes de la classe Flower. Les versions à moteur diesel sont considérées comme ayant de moins bonnes caractéristiques de maniabilité que les variantes à moteur alternatif à faible vitesse. Leur faible tirant d'eau les rend instables et leurs coques courtes ont tendance à enfourner la proue lorsqu'ils sont utilisés en mer de face.
Les navires de la classe Bangor sont également considérés comme exiguës pour les membres d'équipage, entassant 6 officiers et 77 matelots dans un navire initialement prévu pour un total de 40.

## Histoire

### Seconde Guerre mondiale
Le Chignecto est mis en service dans la Marine royale canadienne le 31 octobre 1941. Le Chignecto est affecté à la Esquimalt Force (Force d'Esquimalt), opérant à partir d'Esquimalt en Colombie-Britannique, pour des tâches de patrouille locale et de dragage de mines. Il passe toute la guerre sur la côte Ouest en alternant entre le service dans la Esquimalt Force et la Prince Rupert Force (Force de Prince Rupert) opérant à partir de Prince Rupert (Colombie-Britannique). Les dragueurs de mines de classe Bangor, après leur mise en service sur la côte Ouest, ont pour principale tâche d'effectuer la Western Patrol (patrouille de l'Ouest). Celle-ci consiste à patrouiller la côte Ouest de l'île de Vancouver, à inspecter les bras de mer et les détroits et à passer les îles Scott pour se rendre dans le canal Gordon à l'entrée du détroit de la Reine-Charlotte et de revenir.

### Après-guerre
Le Chignecto est libéré de la Marine royale du Canada le 3 novembre 1945. En 1946, le Chignecto'' est vendu à la Union Steamship Company of British Columbia. Il doit être converti en navire marchand côtier, mais la conversion n'a pas eu lieu.
Le sort du navire est contesté. Le Miramar Ship Index affirme que le navire a été démantelé en 1949. Macpherson et Barrie retracent le navire jusqu'en 1951 dans un bon de commande d'une entreprise de San Francisco. J. J. Colledge affirme que le navire a peut-être été revendu en 1952.

### Commandement
- T/Lieutenant (T/Lt.) Lachlan Frank McQuarrie (RCNR) du 21 octobre 1941 au 28 juin 1944
- T/Skipper/Lieutenant (T/Skr/Lt.) George Francis Cassidy (RCNR) du 29 juin 1944 au 1er mars 1945
- T/Lieutenant (T/Lt.) Reginald Curren Eaton (RCNVR) du 2 mars 1945 au 3 novembre 1945

Notes:
RCNR: Royal Canadian Naval Reserve
RCNVR: Royal Canadian Naval Volunteer Reserve 